# Marià Fortuny

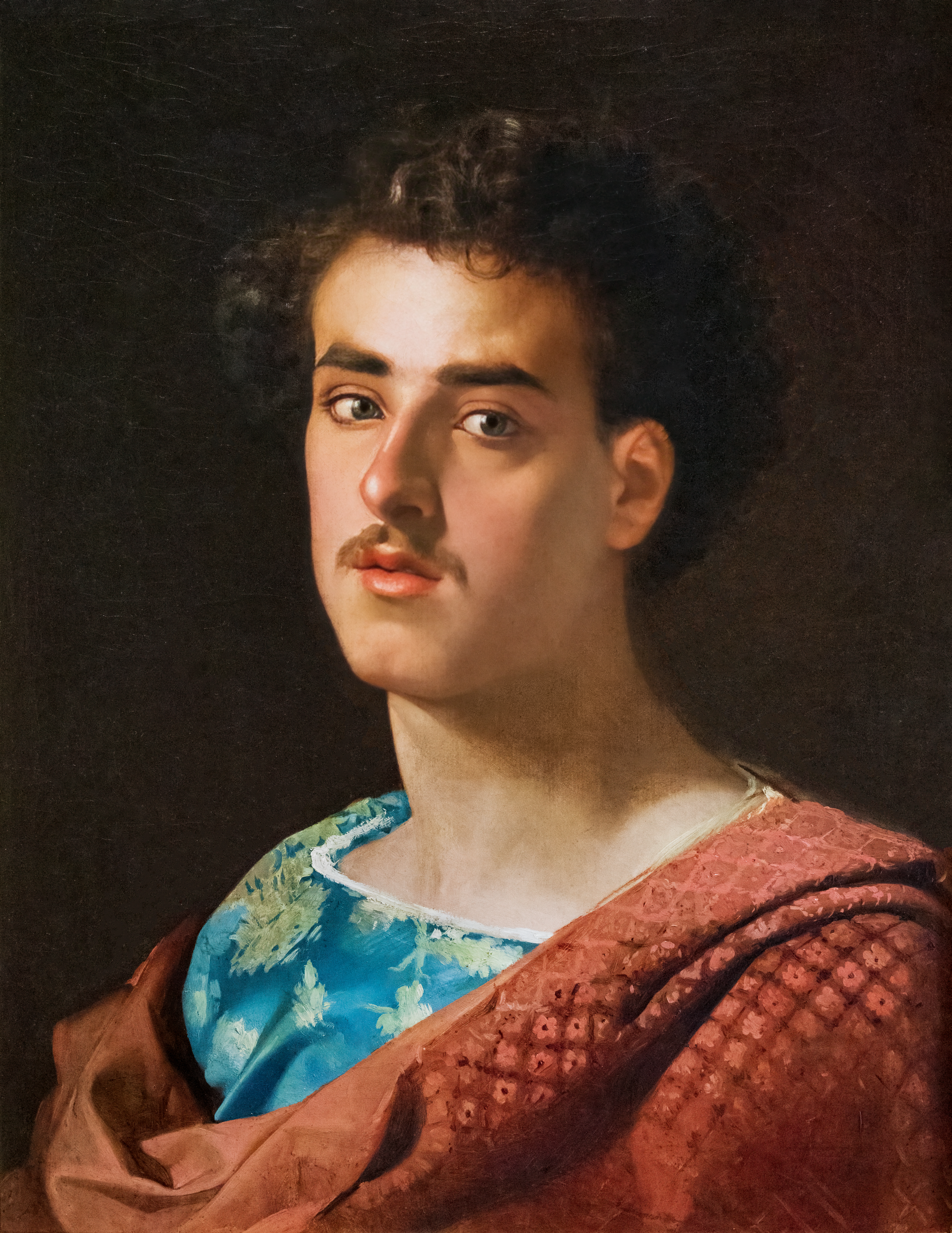
Marià Fortuny: Självporträtt, omkring 1858.

Mariano José María Bernardo Fortuny y Carbo, född 11 juni 1838, död 21 november 1874, var en spansk målare och grafiker.
Fortuny blev vid 14 års ålder elev vid konstakademin i Barcelona och infördes i Friedrich Overbecks svala värld med bleka madonnor i slickat manér. Under en tvåårig vistelse i Rom 1858-60 och särskilt under långvariga resor i Marocko övergick han snart till en friare målerisk stil och hämtade sina motiv direkt ur det brokiga folklivet. Efter kontakter med Jean-Louis-Ernest Meissonier väcktes hans intresse även för rokokotiden. Genom sin bländade, stundom bravurmässiga teknik bildar Fortuny övergången mellan Francisco de Goya och måleriet vid 1800-talets slut. Oftast valde Fortuny sådana motiv där han kunde briljera med hela sin teknisk kicklighet, orientaliska basarinteriörer, rokokoceremonier och sydländska folkfester som den spanska bröllopsscenen La Vicaria, Modellen prövas och Ormtjusare i Marocko. Fortunys etsningar skildrar främst marockanskt folkliv.